# Carmine Antonio Catenazzo
Carmine Antonio Catenazzo (Altamura, 23 agosto 1965) è un organista, direttore di coro, direttore d'orchestra e clavicembalista italiano.

## Biografia
Inizia la carriera di direttore di coro nel 1990 dopo aver completato gli studi di organo e composizione organistica e di clavicembalo presso il Conservatorio di Musica E. R. Duni di Matera ed essersi perfezionato in organo con Endre Viragh, Luigi Celeghin e Klemens Schnorr e in direzione corale con Bruno Zagni. Ha inoltre studiato pianoforte e composizione e conseguito col massimo dei voti il diploma accademico di secondo livello in direzione d'orchestra.
Dal 1985 è direttore artistico della Polifonica materana "Pierluigi da Palestrina", associazione musicale della città di Matera, con la quale ha organizzato diverse stagioni musicali, della quale ricostituisce nel 1990 il coro polifonico oltre a creare, per sua iniziativa, l'orchestra da camera e la schola gregoriana.
Con la Polifonica materana "Pierluigi da Palestrina" ha presentato diverse prime esecuzioni, assolute o in epoca moderna:
- In memoriam 1799 - Esilio e morte di Domenico Cimarosa per voce recitante, coro e orchestra di Nicola Hanselik Samale (diretta dall'autore);
- Papà Gianni, commedia lirica di Giacomo Lapolla (XVII secolo);
- Missa tribus vocibus, di don Vincenzo de Tutiis (XVI secolo) – della quale ha curato anche la revisione critica in collaborazione con padre Anselmo Susca;
- Ave Maria di Carmelo Antonio Bruno;
- Missa mediterranea di Pasquale Menchise (diretta dall'autore ed eseguita alla presenza di papa Giovanni Paolo II);
- Cantantibus Organis di P. Armando Pierucci;
- Tre Canti di Anna Claudia Scammacca.

È stato maestro preparatore del coro lirico della provincia di Potenza. Durante la sua carriera ha collaborato con importanti compositori e direttori d'orchestra, fra i quali Piero Bellugi, Nicola Hanselik Samale, Luis Bacalov, Claudio Desderi.
Il maestro Catenazzo svolge inoltre attività concertistica, come solista all'organo e al clavicembalo, in formazioni cameristiche (basso continuo con l'Ensemble Baroque, con il quale ha vinto il diploma d'onore al "TIM - Torneo internazionale di musica", edizione 1996-97; con l'Ensemble di ottoni "Gabrieli") e in duo (organo con tromba-tromba naturale o canto lirico; pianoforte con canto lirico). 
Come organista ha suonato in diretta su Rai 1 durante le Sante Messe celebrate dalla Cattedrale di Irsina (settembre 2021) e dalla Basilica di Santa Maria in Montesanto in Roma (dicembre 2022).
Si è inoltre occupato di ricerca e valorizzazione del repertorio e degli strumenti antichi. Collabora stabilmente con la direzione artistica del Festival Duni, per conto del quale ha curato la revisione critica delle opere Catone in Utica (su libretto di Pietro Metastasio) e Nerone di Egidio Romualdo Duni. Ha inoltre curato la revisione critica delle opere La finta cameriera e Amor Artigiano di Gaetano Latilla.
Durante la sua carriera ha insegnato nei conservatori di Trapani, Sassari, Potenza, Cosenza e Salerno. 
Nel 2012, ha diretto il Coro e l'Orchestra del Conservatorio "Egidio Romualdo Duni" di Matera nell'esecuzione in "Prima Mondiale Assoluta" della Sinfonia Eucaristica di Padre Armando Pierucci, eseguita nel Giardino del Getsemani di Gerusalemme (in diretta TV in 60 Paesi), nell'Aula delle Nazioni Unite a Ginevra, nel Duomo di Milano e nei Sassi di Matera.
Il 25 settembre 2022, in occasione del XXVII Congresso Eucaristico Nazionale, ha diretto l’Orchestra Sinfonica della Provincia di Matera, alla presenza di Sua Santità Francesco, con la presenza di 500 coristi appartenenti all'Arcidiocesi di Matera-Irsina con l’esecuzione delle musiche di Meneghello, Frisina, Parisi, Cerino, Francobandiera e Ferroni.
Inoltre, il maestro ricopre il ruolo direttore artistico della Rassegna Polifonica "Petra Matrix", del Concorso Corale Internazionale "Antonio Guanti" ed è il delegato regionale della Basilicata per l'AISC (Associazione Italiana "Santa Cecilia").
Dal 1º novembre 2023 è direttore del Conservatorio "Egidio Romualdo Duni" di Matera.